# Pirot (gebak)
De pirot of piro of piero is een variant van het worstenbroodje uit de Scheldestreek in Zuid-West-Vlaanderen, meer bepaald uit de streek tussen Anzegem, Avelgem en Zwevegem.
De pirot bestaat uit een kruidig varkensworstje gebakken in een pistoletdeeg. De periode waarin pirots gebakken worden loopt van oktober tot begin maart.

## Herkomst
Over het ontstaan van de pirot doen twee theorieën de ronde. In ieder geval was er in Tiegem in 1905 sprake van een pirotbak met 70 deelnemende herbergiers.

### Noord-Frans
Volgens Marc Hinnens, een kok afkomstig uit Wevelgem, lagen de roots van de pirot in Noord-Frankrijk. Vlaamse seizoenarbeiders (trimards) zouden in de streek rond Rijsel kennisgemaakt hebben met een traditie Ducasse du Pierrot en die naar hun thuisdorp hebben meegenomen. Mogelijk is er sprake van verwarring met La ducasse à Pierrot, een traditioneel gerecht dat in Rijsel effectief bestond en waar worst in verwerkt wordt.

### Russisch
Een Vlaamse soldaat, in dienst bij het leger van Napoleon, zou tijdens zijn veldtocht in Rusland kennisgemaakt hebben met de pirot. Deze soldaat zou na zijn legerdienst begonnen zijn als bakker en zo de pirot in West-Vlaanderen geïntroduceerd hebben. De naam zou komen van het (onbestaand) Russische woord pirotjka. Volgens erfgoedcel Zuidwest gaat het hier waarschijnlijk om de pirozhki (Russisch: пирожки́), een effectief bestaand Russisch gebak dat gevuld wordt met onder andere gehakt.